# Марія Хосефіна Сруога
Марія Хосефіна Сруога  (ісп. María Josefina Sruoga, 23 серпня 1990) — аргентинська хокеїстка на траві, олімпійська медалістка.

## Виступи на Олімпіадах
| Олімпіада   | Дисципліна     | Місце |
| ----------- | -------------- | ----- |
| Лондон 2012 | хокей на траві | 2     |

## Зовнішні посилання
- Досьє на sport.references.com [Архівовано 17 грудня 2012 у Wayback Machine.]